# Bulgarische Kommunistische Partei

Logo der BKP

Flagge der BKP

Die Bulgarische Kommunistische Partei (kurz BKP; bulgarisch Българска комунистическа партия Bălgarska komunističeska partija) war eine von 1919 bis 1990 bestehende Partei in Bulgarien mit marxistisch-leninistischer Ausrichtung. Als sämtliche Staats- und Regierungschefs stellende Partei zwischen 1947 bzw. 1946 und 1990 war sie zeit ihres Bestehens die führende politische Kraft der Volksrepublik Bulgarien.
Zwischen 1924 und 1948 hieß sie Bulgarische Sozialistische Partei.

## Geschichte

### Bis 1944
Die Wurzeln der Partei liegen im revolutionär-marxistischen Flügel der Bulgarischen Sozialdemokratischen Arbeiterpartei (BRSDP), der sich 1903 unter der Bezeichnung Tesni socialisti (dt. „Engsozialisten“) von den reformistischen „Weitsozialisten“ trennte. Der erste Parteivorsitzende war Dimitar Blagoew. Die Partei war gegen den Ersten Weltkrieg, sympathisierte mit der Oktoberrevolution in Russland und trat der Kommunistischen Internationale (Komintern) bei deren Gründung 1919 als Bulgarische Kommunistische Partei bei. Bei der Parlamentswahl 1920 wurde die BKP mit gut 20 Prozent der Stimmen und 50 der 229 Sitze zweitstärkste Kraft hinter Aleksandar Stambolijskis Bauernvolksunion. 1923 initiierte die BKP den Septemberaufstand, der blutig niedergeschlagen wurde. 
Nach Blagoews Tod wurde 1924 Wassil Kolarow Erster Sekretär des ZK der BKP. 1925 initiierte die Partei mehrere Anschläge gegen Würdenträger der Kirche, Ranghohe Offiziere und Politiker sowie gegen den Zaren Boris III., darunter der Bombenanschlag auf die Kathedrale Sweta Nedelja, bei dem mehr als 200 Menschen ums Leben kamen und mehr als 500 verletzt wurden. Georgi Dimitroff wurde 1933 Generalsekretär der BKP und 1935 Generalsekretär der Komintern. 1938 vereinigte sich die Partei mit der Arbeiterpartei zur Bulgarischen Arbeiterpartei (Kommunisten) (Българска работническа партия (комунисти)).

### Zweiter Weltkrieg
Im Zweiten Weltkrieg schloss sich die BKP 1942 mit dem linken Flügel der Bauernvolksunion (BSNS), der nationalistischen Gruppe Sweno, den sozialdemokratischen „Weitsozialisten“ und der Radikaldemokratischen Partei zur Vaterländischen Front. Diese vereinte trotz ihrer unterschiedlichen Ideologien die Gegnerschaft zur pro-faschistischen Regierung von Bogdan Filow, die auf der Seite Nazi-Deutschlands und der Achsenmächte stand.
Nach dem Einmarsch der Roten Armee gegen Ende des Zweiten Weltkrieges kam die Vaterländische Front durch einen Staatsstreich am 9. September 1944 an die Macht. Waren die Parteien der Koalition zuvor gleichberechtigt, wurde sie fortan von den Kommunisten dominiert, die die Unterstützung der Sowjetunion hatten. Zwischen dem 9. und 12. September 1944 wurden mehrere hundert führende Persönlichkeiten von den Kommunisten gefangen genommen, ermordet oder sie verschwanden für immer. Diese Tage gingen in die bulgarische Geschichte als die Tage des roten Terrors ein. Die BKP organisierte die Schauprozesse der sogenannten Volksgerichte, in denen die letzten Regierungsmitglieder wie Bogdan Filow, Petar Gabrowski, weitere 8 Berater des Zaren, 22 Minister des Kabinetts Filow, die ehemaligen Ministerpräsidenten Dobri Boschilow und Iwan Bagrjanow sowie weitere 66 Abgeordnete des bulgarischen Parlaments Anfang 1945 zum Tode verurteilt und hingerichtet wurden. 
Bei der Parlamentswahl im November 1945 gewann die Vaterländische Front alle Sitze bis auf einen. Der General Kimon Georgiew von der Gruppe Sweno blieb bis November 1946 Ministerpräsident.

### Herrschende Partei in der VR Bulgarien
Am 15. September 1946 wurde die Monarchie abgeschafft und die Volksrepublik Bulgarien ausgerufen, die eine Verfassung nach sowjetischem Vorbild bekam. Der ehemalige BKP-Parteichef Wassil Kolarow wurde Vorsitzender des provisorischen Staatspräsidiums (Staatsoberhaupt), Georgi Dimitroff übernahm im November 1946 den Vorsitz im Ministerrat (Regierungschef). Auch wenn die anderen Parteien der Vaterländischen Front zugelassen blieben, hatte die BKP eine dominante Stellung im neuen Staat. Die sozialdemokratischen „Weitsozialisten“ wurden 1948 gezwungen, mit der Bulgarischen Arbeiterpartei (Kommunisten) zu fusionieren, die anschließend wieder den Namen Bulgarische Kommunistischen Partei annahm. Der Wortführer der rechten Sozialdemokraten Kosta Lultschew, der gegen die Zwangsvereinigung Widerstand leistete, wurde zu 15 Jahren Arbeitslager verurteilt. Sweno und Radikaldemokratische Partei lösten sich 1949 auf, sodass neben der BKP nur noch die Bauernvolksunion als legale Blockpartei existierte.
Nach Dimitrows Tod im Jahr 1949 wurde die Partei von Walko Tscherwenkow geführt, einem radikalen Stalinisten, der eine Vielzahl von Parteisäuberungsmaßnahmen unter Moskaus Leitung beaufsichtigte. Die Bulgarische Kommunistische Partei trat 1948 dem neugegründeten Kominform-Bündnis bei. Dem dortigen Ausschluss der Kommunistischen Partei Jugoslawiens folgten auch „Säuberungen“ von Titoismus-Verdächtigen im Inland, z. B. gegen Trajtscho Kostow. Tausende Parteimitglieder und angebliche Konterrevolutionäre wurden verhaftet. Im Mai 1954, ein Jahr nach Stalins Tod, wurde Tscherwenkow abgesetzt.
Parteivorsitzender von 1954 bis 1989 war Todor Schiwkow, der die Sowjetunion aus Überzeugung unterstützte und ihr auch nach der Absetzung von Nikita Chruschtschow durch Leonid Breschnew nahestand. In dieser Zeit wurden auch die Assimilierungsprozesse gegenüber den bulgarischen Moslems und Türken eingeleitet, mit der Folge, dass mehr als 300.000 Menschen das Land verließen. Zudem baute sich die Partei bis 1981 ein eigenes Monument im Balkangebirge: das Haus Denkmal der BKP (besser bekannt als Busludscha-Denkmal).

### Ab 1990
Die Forderung nach politischen Reformen, die Osteuropa 1989 überschwemmte, zwang Schiwkow zum Rücktritt und die Partei bewegte sich in eine reformistische Richtung. Am 15. Januar 1990 strich die Partei ihren Führungsanspruch aus der Verfassung. Im selben Jahr sagte sie sich vom Marxismus-Leninismus los und benannte sich in Bulgarische Sozialistische Partei (BSP) um. Sie hat sich jedoch von ihrer kommunistischen Vergangenheit und den mit ihr verbundenen Verbrechen nicht distanziert (Stand 2009).
In der Folge spalteten sich einige Mitglieder ab und bildeten eigene Parteien. Dabei benutzten sie den Namen Bulgarische Kommunistische Partei, um an deren Tradition anknüpfen zu können. Diese Parteien haben jedoch nur eine geringe Zahl von Anhängern. Eine davon, die Kommunistische Partei Bulgariens mit Alexander Paunow ist Teil der Koalition für Bulgarien, die von der BSP geführt wird. Eine andere nennenswerte Partei, die von Wassil Petrow Kolarow und Mintscho Petrow Mintschew angeführte Partei der bulgarischen Kommunisten, nahm dagegen als Teil der Bulgarischen Linken Koalition, die von der deutschen Partei Die Linke inspiriert wurde, zusammen mit Balgarskata Lewiza an der Parlamentswahl 2009 teil.
Die Koalition für Bulgarien gewann bei der Wahl 2001 17,1 % der Stimmen und 48 von 240 Sitzen. Bei der Parlamentswahl am 25. Juni 2005 gewann die Koalition 34,2 % der Stimmen und 82 von 240 Sitzen und regierte in einer Dreierkoalition mit der liberalen NDSW und der Minderheitspartei DPS. Nach der Parlamentswahl 2009, bei der sie nur noch 17,7 % der Stimmen und 40 Mandate erreichte, war sie zusammen mit der DPS oppositionelle Partei. Die Bulgarische linke Koalition gewann bei diesen Wahlen 8762 oder 0,21 % der Stimmen, blieb ohne Mandat und löste sich anschließend wieder auf. Nach der Wahl im Mai 2013 konnte die BSP zusammen mit der DPS eine von der Ataka geduldete Minderheitsregierung bilden, doch zerbrach diese schon nach rund anderthalb Jahren und bei der folgenden Wahl im Oktober 2014 verringerte sich der Anteil des BSP-geführten Parteienbündnisses auf 15,4 % der Wählerstimmen und 39 Mandate.

## Medien
Offizielles Zentralorgan der Partei zwischen 1948 und 1990 war die Zeitung Rabotničesko delo („Arbeitersache“).

## Vorsitzende der Partei

### Politische Führung der Partei
| Amtszeit    | Name               | Bezeichnung            |
| ----------- | ------------------ | ---------------------- |
| 1919 – 1924 | Dimitar Blagoew    | Vorsitzender des ZK    |
| 1924 – 1933 | Wassil Kolarow     | Erster Sekretär des ZK |
| 1933 – 1948 | Georgi Dimitrow    | Erster Sekretär des ZK |
| 1948 – 1949 | Georgi Dimitrow    | Generalsekretär des ZK |
| 1949 – 1950 | Walko Tscherwenkow | Generalsekretär des ZK |
| 1950 – 1954 | Walko Tscherwenkow | Erster Sekretär des ZK |
| 1954 – 1981 | Todor Schiwkow     | Erster Sekretär des ZK |
| 1981 – 1989 | Todor Schiwkow     | Generalsekretär des ZK |
| 1989 – 1990 | Petar Mladenow     | Erster Sekretär des ZK |
| 1990        | Alexandar Lilow    | Vorsitzender           |